# Caloptilia citrochrysa
Caloptilia citrochrysa là một loài bướm đêm thuộc họ Gracillariidae. Nó được tìm thấy ở Ấn Độ (Bihar).
Ấu trùng ăn Drypetes roxburghii. Chúng ăn lá nơi chúng làm tổ.